# Nazionale maschile di pallanuoto dell'Ungheria
La nazionale di pallanuoto maschile ungherese (magyar férfi vízilabda-válogatott) è la rappresentativa pallanuotistica dell'Ungheria nelle competizioni internazionali.
È controllata dalla Magyar Vízilabda Szövetség, la federazione pallanuoto ungherese.

## Storia
Rappresenta in assoluto, la nazionale più titolata nel mondo della pallanuoto. Ha vinto nove ori olimpici, quattro mondiali e quattordici europei, oltre a quattro Coppe del Mondo e due World League. In totale, nelle cinque principali manifestazioni pallanuotistiche internazionali, è salita sul podio per 60 volte.
L'era della pallanuoto ungherese inizia alle Olimpiadi di Los Angeles 1932, dove conquista l'oro.
La partita più tristemente nota giocata dalla nazionale ungherese è stata la cosiddetta partita del sangue nell'acqua (in ungherese: Melbourne-i vérfürdő), giocata nel corso dei Giochi di Melbourne 1956, in cui i magiari dovettero confrontarsi con l'URSS, che aveva appena invaso il loro paese.
La rinascita della pallanuoto ungherese inizia alle Olimpiadi di Sydney 2000, dove vince l'oro. La nazionale magiare si conferma campione olimpico anche ad Atene 2004 e Pechino 2008, facendo un tris d'oro consecutivo che non si vede da inizio '900 ad opera della Gran Bretagna.

## Risultati

### Massime partecipazioni
Olimpiadi
- 1912 5º
- 1924 Quarti di finale
- 1928  Argento
- 1932  Oro
- 1936  Oro
- 1948  Argento
- 1952  Oro
- 1956  Oro
- 1960  Bronzo
- 1964  Oro
- 1968  Bronzo
- 1972  Argento
- 1976  Oro
- 1980  Bronzo
- 1988 5º
- 1992 6º
- 1996 4º
- 2000  Oro
- 2004  Oro
- 2008  Oro
- 2012 5º
- 2016 5º
- 2020  Bronzo
- 2024 4º

Mondiali
- 1973  Oro
- 1975  Argento
- 1978  Argento
- 1982  Argento
- 1986 9º
- 1991  Bronzo
- 1994 5º
- 1998  Argento
- 2001 5º
- 2003  Oro
- 2005  Argento
- 2007  Argento
- 2009 5º
- 2011 4º
- 2013  Oro
- 2015 6º
- 2017  Argento
- 2019 4º
- 2022 7º
- 2023  Oro
- 2024 7º
- 2025  Argento

Europei
- 1926  Oro
- 1927  Oro
- 1931  Oro
- 1934  Oro
- 1938  Oro
- 1947 4º
- 1954  Oro
- 1958  Oro
- 1962  Oro
- 1966 5º
- 1970  Argento
- 1974  Oro
- 1977  Oro
- 1981  Bronzo
- 1983  Argento
- 1985 5º
- 1987 5º
- 1989 9º
- 1991 5º
- 1993  Argento
- 1995  Argento
- 1997  Oro
- 1999  Oro
- 2001  Bronzo
- 2003  Bronzo
- 2006  Argento
- 2008  Bronzo
- 2010 4º
- 2012  Bronzo
- 2014  Argento
- 2016  Bronzo
- 2018 8º
- 2020  Oro
- 2022  Argento
- 2024 4º

### Altre
Coppa del Mondo
- 1979  Oro
- 1981 6º
- 1983 7º
- 1989  Bronzo
- 1991 4º
- 1993  Argento
- 1995  Oro
- 1997  Bronzo
- 1999  Oro
- 2002  Argento
- 2006  Argento
- 2014  Argento
- 2018  Oro
- 2023 4º
- 2025  Bronzo

World League
- 2002  Bronzo
- 2003  Oro
- 2004  Oro
- 2005  Argento
- 2007  Argento
- 2013  Argento
- 2014  Argento
- 2015 6º
- 2018  Argento
- 2019 5º

### Competizioni giovanili
- Universiadi: 5

1963, 1965, 2003, 2013, 2015
- Campionato mondiale U20: 3

1995, 2007, 2023
- Campionato mondiale U18: 3

2014, 2022, 2024
- Campionato mondiale U16: 1

2022
- Campionato europeo U19: 4

1971, 1973, 1992, 1994
- Campionato europeo U18 / U17: 6

1983, 1989, 1993, 1997, 2001, 2008
- Campionato europeo U15: 3

2019, 2021, 2023

## Formazioni

### Olimpiadi
Giochi olimpici - Stoccolma 1912Ádám • Beleznai • Fazekas • Hégner-Tóth • Rémi • Wenk • Zachár, CT: Ernő Speisegger
Giochi olimpici - Parigi 1924Barta · Fazekas · L. Homonnai · M. Homonnai · A. Keserű · F. Keserű · Vértesy · Wenk · Ivády · F. Kann · Nagy, CT: Béla Komjádi
Giochi olimpici - Amsterdam 1928Barta · Halassy · Homonnai · Ivády · A. Keserű · F. Keserű · Vértesy · Bródy · Csorba · Czele · Wenk, CT: Béla Komjádi
Giochi olimpici - Los Angeles 1932Barta · Bródy · Halassy · Homonnai · Ivády · A. Keserű · F. Keserű · Németh · Sárkány · Vértesy · Bozsi, CT: Béla Komjádi
Giochi olimpici - Berlino 1936Bozsi · Brandi · Bródy · Halassy · Hazai · Homonnai · Kutasi · Molnár · Németh · Sárkány · Tarics, CT: László Beleznai
Giochi olimpici - Londra 1948Brandi · Pók · Csuvik · Fábián · Gyarmati · Győrfi · Holop · Jeney · Lemhényi · Szittya · Szívós, CT: János Németh
Giochi olimpiaci - Helsinki 1952Jeney · Vízvári · Lemhényi · Hasznos · Kárpáti · Antal · Fábián · Markovits · Szittya · Gyarmati · Martin · Bolvári · Szívós, CT: Béla Rajki
Giochi olimpici - Melbourne 1956Jeney · Hevesi · Gyarmati · Markovits · Kanizsa · Szivós · Kárpáti · Boros · Mayer · Bolvári · Zádor · Martin, CT: Béla Rajki
Giochi olimpici - Roma 1960Gyarmati · Kárpáti · Boros · Hevesi · Mayer · Kanizsa · Dömötör · Felkai · Jeney · Katona · Markovits · Rusorán · Konrád · Bodnár, CT: Dezső Lemhényi
Giochi olimpici - Tokyo 1964Ambrus · Felkai · Konrád · Dömötör · Kanizsa · Rusorán · Kárpáti · Mayer · Gyarmati · Pócsik · Boros · Bodnár, CT: Károly Laky
Giochi olimpici - Città del Messico 1968Bodnár · Dömötör · Felkai · F. Konrád · J. Konrád · Mayer · Sárosi · Steinmetz · Molnár · Pócsik · Szívós, CT: Kálmán Markovits
Giochi olimpici - Monaco di Baviera 1972Bodnár · Cservenyák · Görgényi · Faragó · Kásás · Konrád · Magas · Pócsik · Sárosi · Molnár · Szívós, CT: Béla Rajki
Giochi olimpici - Montréal 1976Csapó · Cservenyák · Faragó · Gerendás · Horkai · Kenéz · Konrád · Molnár · Sárosi · Sudár · Szívós, CT: Dezső Gyarmati
Giochi olimpici - Mosca 1980Molnár · Szívós · Sudár · Gerendás · Horkai · Csapó · Kiss · Udvardi · Kuncz · Faragó · Hauszler, CT: Dezső Gyarmati
Giochi olimpici - Seul 19881 Kuna, 2 Bujka, 3 Schmiedt, 4 Petőváry, 5 Pintér, 6 Keszthelyi, 7 Vincze, 8 Mohi, 9 Pardi, 10 L. Tóth, 11 Gyöngyösi, 12 Kósz, 13 I. Tóth, CT: Zoltán Kásás
Giochi olimpici - Barcellona 19921 Nemes, 2 F. Tóth, 3 Schmiedt, 4 Petőváry, 5 Gyöngyösi, 6 L. Tóth, 7 Kuna, 8 Benedek, 9 Péter, 10 Vincze, 11 Dóczi, 12 Varga, 13 I. Tóth, CT: János Konrád
Giochi olimpici - Atlanta 1996Benedek • Dala • Fodor • Gyöngyösi • Kásás • Kósz • Kuna • Monostori • Németh • Tóth F • Tóth L • Varga • Vincze, CT: János Konrád
Giochi olimpici - Sydney 2000Vári · Szécsi · Székely · Varga · Märcz · Molnár · Steinmetz · Kásás · Kiss · Kósz · Benedek · Biros · Fodor, CT: Dénes Kemény
Giochi olimpici - Atene 2004Benedek · Biros · Fodor · Gergely · Kásás · Kiss · Madaras · Molnár · Steinmetz A · Steinmetz B · Szécsi · Varga · Vári, CT: Dénes Kémeny
Giochi olimpici - Pechino 2008Szécsi · T. Varga · Madaras · De. Varga · Kásás · Hosnyánszky · Kiss · Benedek · Da. Varga · Biros · Kis · Molnár · Gergely, CT: Dénes Kemény
Giochi olimpici - Tokyo 2020Nagy · Angyal · Manhercz · Zalánki · Vámos · Hosnyánszky · Pásztor · Jansik · Erdélyi · Varga · Mezei · Hárai, CT: Tamás Märcz

### Altre
- Europei - Budapest 1926 -  Oro:

István Barta, Ferenc Keserű, Márton Homonnai, Tibor Fazekas, János Wenk, József Vértesy e Alajos Keserű.
- Europei - Bologna 1927 -  Oro:

István Barta, Márton Homonnai, Tibor Fazekas, Ferenc Keserű, Alajos Keserű, János Wenk e József Vértesy.
- Europei - Parigi 1931 -  Oro:

György Bródy, Sándor Ivády, Márton Homonnai, Olivér Halassy, József Vértesy, Miklós Sárkány, Alajos Keserű, Mihály Bozsi, János Németh e István Barta.
- Europei - Magdeburgo 1934: -  Oro:

György Bródy, Sándor Ivády, Márton Homonnai, Olivér Halassy, József Vértesy, Miklós Sárkány, Alajos Keserű, Mihály Bozsi, János Németh, Jenő Brandi e György Kutasi.
- Europei - Londra 1938 -  Oro:

Ferenc Mezei-Wesner, Miklós Sárkány, István Molnár, Olivér Halassy, Gyula Kanasy, Kalman Kislegi, Jenő Brandi, József Tolnay, Mihály Bozsi, János Németh e István Mezei.
- Europei - Torino 1954 -  Oro:

Ottó Boros, István Pinter, Dezső Gyarmati, György Kárpáti, Miklós Martin, Kálmán Markovits, Aladar Szabo, Antal Bolvári, István Szívós, György Vízvári e László Jeney.
- Europei - Budapest 1958 -  Oro:

Ottó Boros, István Pinter, Robert Molnár, András Katona, István Hevesi, Mihály Mayer, Kálmán Markovits, Tivadar Kanizsa, György Kárpáti, Zoltán Dömötör, Gabor Csillag, József Vaczi e László Jeney.
- Europei - Lipsia 1962 -  Oro:

Ottó Boros, Mihály Mayer, Kálmán Markovits, Zoltán Dömötör, György Kárpáti, László Felkai, János Konrád, Dezső Gyarmati, Dénes Pócsik, Tivadar Kanizsa, András Bodnár e Miklós Ambrus.
- Mondiali - Belgrado 1973 -  Oro:

Balazs Balla, András Bodnár, Gábor Csapó, Tibor Cservenyák, Tamás Faragó, István Görgényi, Zoltán Kásás, Ferenc Konrád, Endre Molnár, László Sárosi e István Szívós.
- Europei - Vienna 1974 -  Oro:

Endre Molnár, Tamás Faragó, István Görgényi, András Bodnár, László Sárosi, Gábor Csapó, István Szívós, Zoltán Kásás, György Horkai, Ferenc Konrád e Tibor Cservenyák.
- Europei - Jönköping 1977 -  Oro:

Endre Molnár, István Szívós, Attila Sudár, Tamás Wiesner, György Kenéz, István Magas, György Gerendás, Tamás Faragó, Jozsef Sómossy, Peter Wolf e János Steinmetz.
- Coppa del Mondo - Fiume 1979 -  Oro:

Imre Budavári, Gábor Csapó, György Gerendás, Károly Hauszler, György Horkai, László Kuncz, Endre Molnár, Jozsef Sómossy, Attila Sudár, István Szívós e Tamás Wiesner.
- Coppa del Mondo - Atlanta 1995 -  Oro:

Tibor Benedek, Tamás Dala, Rajmund Fodor, András Gyöngyösi, Tamás Kásás, Zoltán Kósz, Peter Kuna, Attila Monostori, Zsolt Németh, Frank Tóth, László Tóth, Zsolt Varga e Balasz Vincze.
- Europei - Siviglia 1997 -  Oro:

Zoltán Kósz, Frank Tóth, Tamás Märcz, Zsolt Varga, Tamás Kásás, Attila Vári, Gergely Kiss, Tibor Benedek, Rajmund Fodor, Balazs Vince, Barnabás Steinmetz, Tamás Molnár, Zsolt Németh, Bulcsú Székely e Zoltán Kovács.
- Europei - Firenze 1999 -  Oro:

Zoltán Kósz, Frank Tóth, Tamás Märcz, Zsolt Varga, Tamás Kásás, Attila Vári, Gergely Kiss, Rajmund Fodor, Balazs Vince, Barnabás Steinmetz, Tamás Molnár, Csaba Kiss, Péter Biros, Bulcsú Székely e Zoltán Kovács.
- Coppa del Mondo - Sydney 1999 -  Oro:

Péter Biros, Rajmund Fodor, Tamás Kásás, Gergely Kiss, Zoltán Kósz, Tamás Märcz, Tamás Molnár, Barnabás Steinmetz, Zoltán Szécsi, Frank Tóth, Zsotz Varga, Attila Vári e Balaz Vincze.
- Mondiali - Barcellona 2003 -  Oro:

Tibor Benedek, Péter Biros, Rajmund Fodor, István Gergely, Tamás Kásás, Gergely Kiss, Norbert Madaras, Tamás Molnár, Zoltán Szécsi, Barnabás Steinmetz, Tamás Varga, Zsolt Varga e Attila Vári.
- Mondiali - Melbourne 2007 -  Argento:

Zoltán Szécsi, Dániel Varga, Norbert Madaras, Dénes Varga, Tamás Kásás, Márton Szivós, Gergely Kiss, Tibor Benedek, Rajmund Fodor, Péter Biros, Gábor Kis, Tamás Molnár e Viktor Nagy.
- Europei - Eindhoven 2012 -  Bronzo:

Zoltán Szécsi, Gergő Katonás, Norbert Madaras, Dénes Varga, Tamás Kásás, Norbert Hosnyánszki, Gergely Kiss, István Szívós, Dániel Varga, Péter Biros, Ádám Steinmetz, Balázs Hárai, László Baksa. C.T.: Dénes Kemény
- Europei - Belgrado 2016 -  Bronzo:

Viktor Nagy, Miklós Gór-Nagy, Bence Bátori, Balázs Erdélyi, Márton Vámos, Norbert Hosnyánszky, Ádám Decker, Krisztián Manhercz, Dániel Varga, Dénes Varga, Gábor Kis, Balázs Hárai, Dávid Bisztritsányi. C.T.: Tibor Benedek
- Mondiali - Budapest 2017 -  Argento:

Viktor Nagy, Béla Török, Krisztián Manhercz, Gergő Zalánki, Márton Vámos, Norbert Hosnyánszky, Ádám Decker, Miklós Gór-Nagy, Balázs Erdélyi, Dénes Varga, Tamás Mezei, Balázs Hárai, Attila Decker. C.T.: Tamás Märcz
- Europei - Budapest 2020 -  Oro:

Viktor Nagy, Daniel Angyal, Krisztián Manhercz, Gergő Zalánki, Márton Vámos, Norbert Hosnyánszky, Zoltan Pohl, Szilard Jansik, Balázs Erdélyi, Dénes Varga, Tamás Mezei, Balázs Hárai, Soma Vogel. C.T.: Tamás Märcz

## Rosa attuale
Convocati per i Europei di Budapest 2017. Sono riportate le squadre di militanza di ciascun giocatore nel momento dell'inizio della manifestazione.
| N° | Nome                | Ruolo | Data di nascita   | Squadra     |
| -- | ------------------- | ----- | ----------------- | ----------- |
|    | Viktor Nagy         | P     | 24 luglio 1984    | Szolnok     |
|    | Soma Vogel          | P     | 7 luglio 1997     | Ferencváros |
|    | Dániel Angyal       | D     | 29 marzo 1992     | Szolnok     |
|    | Norbert Hosnyánszky | D     | 4 marzo 1984      | Eger        |
|    | Zoltán Pohl         | D     | 27 marzo 1995     | Ferencváros |
|    | Szilárd Jansik      | D     | 6 aprile 1994     | Ferencváros |
|    | Krisztián Manhercz  | A     | 6 febbraio 1997   | Ferencváros |
|    | Gergő Zalánki       | A     | 26 febbraio 1995  | Ferencváros |
|    | Márton Vámos        | A     | 24 giugno 1992    | Ferencváros |
|    | Balázs Erdélyi      | A     | 16 febbraio 1990  | Eger        |
|    | Dénes Varga         | A     | 29 marzo 1987     | Ferencváros |
|    | Tamás Mezei         | CB    | 14 settembre 1990 | Ferencváros |
|    | Balázs Hárai        | CB    | 5 aprile 1987     | Eger        |

## Primatisti di presenze
| #  | Pallanuotista       | Periodo         | Partite |
| -- | ------------------- | --------------- | ------- |
| 1  | Tibor Benedek       | 1990–2008       | 384     |
| 2  | István Szívós       | 1966–1980       | 308     |
| 3  | Dániel Varga        | 2005–presente   | 278     |
| 4  | Norbert Hosnyánszky | 2005–presente   | 258     |
| 4  | Tamás Faragó        | 1970–1985       | 258     |
| 6  | Dénes Varga         | 2004–presente   | 246     |
| 7  | György Gerendás     | 1975–1986       | 230     |
| 8  | Zoltán Kósz         | 1986–2001, 2006 | 228     |
| 9  | Endre Molnár        | 1966–1980       | 189     |
| 10 | László Sárosi       | 1966–1978       | 181     |

## Riconoscimenti
- Squadra dell'anno FINA: 2018